# Castello East Cowes
L'East Cowes Castle era la residenza dell'architetto inglese John Nash che lo abitò sino alla sua morte, avvenuta nel 1835. Lo stesso Nash progettò la costruzione del castello e ne seguì i lavori, che si conclusero nel 1789. L'edificio sorgeva sull'isola di Wight.
La struttura richiamava gli antichi castelli gotici tipici delle regioni dell'Europa settentrionale. Nella residenza vennero ospitati personaggi illustri, come membri della corte e dell'aristocrazia. L'ospite più celebre fu William Turner, che dipinse una tela rappresentante il paesaggio attorno al maniero.
Il castello venne demolito negli anni '60 del Novecento e ne rimane solo l'orologio, conservato nel museo del Castello di Carisbrooke.